# Marc Elder
Marc Elder (* als Marcel Tendron 31. Oktober 1884 in Nantes; † 16. August 1933 in Saint-Fiacre-sur-Maine) war ein französischer Schriftsteller. 1913 erhielt er den Prix Goncourt für seinen Roman Le peuple de la mer.
Elder besuchte das Lyzeum in Nantes. Er war Kunsthistoriker und Kunstkritiker und Konservator im Schloss der Herzöge der Bretagne in Nantes. Elder war Ritter der Ehrenlegion.
Er erhielt den Prix Goncourt 1913 für einen Roman über bretonische Fischer. In diesem Jahr hatte er starke Konkurrenz durch Marcel Proust (Du côté de chez Swann) und Alain-Fournier (Le Grand Meaulnes) und die Jury des Prix Goncourt brauchte Rekord-haltende elf Runden um sich zu entscheiden. Aufgrund von Tuberkulose nahm er nicht am Ersten Weltkrieg teil und war zu langen Erholungsaufenthalten gezwungen. Er schrieb weitere Romane, die vor allem in der Bretagne handeln, und Essays.
1920 bis 1933 war er der erste Präsident der Société des amis du musée des beaux-arts de Nantes. Er war mit den Malern Claude Monet und Gaston Chaissac befreundet.
1911 heiratete er Germaine Marthe Malaval.
Ein Platz in Nantes ist nach ihm benannt.

## Werke
- Le peuple de la mer, Ed. Oudin 1913
- Deux essais: Octave Mirbeau, Romain Rolland, G. Crès, 1914
- La vie apostolique de Vincent Vingeame, Calmann-Lévy, 1917
- Le sang des dieux, A. Michel, 1921
- À Giverny, chez Claude Monet, Bernheim-Jeune, 1924
- Gabriel-Belot, peintre imagier, A. Delpeuch, 1927
- Pays de Retz, Emile-Paul, 1928
- Les Dames Pirouette, J. Ferenczi & fils, 1929
- Croisières, J. Ferenczi & Fils, 1931
- La belle Eugénie: roman, Ferenczi et fils, 1931
- Jacques et Jean: bois originaux en couleurs de Robert Antral, Ferenczi et Fils, 1931
- La Bourrine – Le Beau livre 4, 1932
- Jacques Cassard: corsaire de Nantes, J. Ferenczi, 1933
- Marc Elder, ou, Un rêve écartelé, Roger Douillard (Hrsg.), Cid éditions, 1987